# 南昌广播电视台
南昌广播电视台，是中華人民共和国江西省南昌市的一家广播电视播出机构，也是中共南昌市委、南昌市人民政府的喉舌。主管单位为南昌市广播电影电视局，创建于1985年:171，节目覆盖全市四县五区和周边县市。

## 旗下资产
南昌广播电视台共有3条电视频道和2条广播频率。

### 电视频道
| 頻道名稱 | 语言   | 广播格式                    | 啟播時間       | 频道前身   | 備註                                                                   | 備註 |
| 综合频道 | 普通話 | SD: PAL 576i 16:9 HD: 1080i | 1985年5月1日   | 南昌电视台 | 南昌市第一个无线电视频道，以新聞、時事、專題類節目為主的综合性电视频道 |      |
| 都市频道 | 普通話 | SD: PAL 576i 16:9 HD: 1080i | 2002年2月:2009 |            |                                                                        |      |
| 资讯频道 | 普通話 | SD: PAL 576i 16:9 HD: 1080i | 2002年2月:2009 |            |                                                                        |      |

### 广播频率
| 頻道名稱     | 语言   | 频道频率    | 啟播時間     | 频道前身                 | 備註                                                                                   |
| 综合广播     | 普通話 | FM91.7:2006 |              | 南昌人民广播电台         | 南昌市第一个广播频率，以新聞、時事、專題、公益、監督類節目為主的綜合頻率               |
| 音乐交通广播 | 普通話 | FM95.1:2006 | 1999年1月1日 | 南昌人民广播电台音乐之声 | 主要為駕車人士服務的頻率，24小时播出，提供路況播報、生活資訊、服務以及音樂、娛樂類節目 |